# Список національних парків Азербайджану
В Азербайджані розташовано 8 національних парків (згідно з даними Міністерства культури і туризму Азербайджану).

## Список парків
| № | Назва                                                         | Оригінальна назва                                | Заснований     | Площа, га (км²)             | На мапі |
| - | ------------------------------------------------------------- | ------------------------------------------------ | -------------- | --------------------------- | --- |
| 1 | Аг-Гьольський національний парк                               | Ağ göl Milli Parkı                               | 5 липня 2003   | 17,924 га (179.24 км²)      | |
| 2 | Алтиагаджський національний парк                              | Altıağac Milli Parkı                             | 31 серпня 2004 | 11,035 га (110.35 км²)      | Список національних парків Азербайджану. Карта розташування: Азербайджан · Список національних парків Азербайджану |
| 3 | Апшеронський національний парк                                | Abşeron Milli Parkı                              | 8 лютого 2005  | 783 га (7.83 км²)           | Список національних парків Азербайджану. Карта розташування: Азербайджан · Список національних парків Азербайджану |
| 4 | Гирканський національний парк                                 | Hirkan Milli Parkı                               | 9 лютого 2004  | 42,797 га (427.97 км²)      | Список національних парків Азербайджану. Карта розташування: Азербайджан · Список національних парків Азербайджану |
| 5 | Гьойгьольський національний парк                              | Göygöl Milli Parkı                               | 1 квітня 2008  | 12,755 га (127.55 км²)      | Список національних парків Азербайджану. Карта розташування: Азербайджан · Список національних парків Азербайджану |
| 6 | Зангезурський національний парк імені академіка Гасана Алієва | Akademik Həsən Əliyev adına Zəngəzur Milli Parkı | 16 червня 2003 | 42,797 га (427.97 км²)      | Список національних парків Азербайджану. Карта розташування: Азербайджан · Список національних парків Азербайджану |
| 7 | Шахдазький національний парк                                  | Şahdağ Milli Parkı                               | 8 грудня 2006  | 130,508.1 га (1305.081 км²) | Список національних парків Азербайджану. Карта розташування: Азербайджан · Список національних парків Азербайджану |
| 8 | Ширванський національний парк                                 | Şirvan Milli Parkı                               | 5 липня 2003   | 54,373.5 га (543.73 км²)    | Список національних парків Азербайджану. Карта розташування: Азербайджан · Список національних парків Азербайджану |

## Виноски
1. ↑  Національні парки. Міністерство культури і туризму Азербайджану. Архів оригіналу за 5 квітня 2012. Процитовано 5 травня 2019. (рос.)